# Alfie Evans
O caso Alfie Evans foi um caso legal em 2018 envolvendo Alfie Evans (9 de maio de 2016 – 28 de abril de 2018), um menino de Liverpool com um distúrbio neurodegenerativo não diagnosticado. 
A equipe médica e os pais da criança discordaram sobre manter o suporte vital de Evans ou removê-lo, resultando em uma batalha judicial.
Em 19 de dezembro de 2017, Alder Hey requereu ao Tribunal Superior a retirada dos direitos parentais dos pais de Alfie e a retirada da ventilação.  O Tribunal Superior decidiu a favor do hospital em 20 de fevereiro de 2018.

O suporte ventilatório foi removido em 23 de abril de 2018, após uma série de apelos infrutíferos da família de Alfie. Alfie continuou a respirar naturalmente após a remoção do tubo respiratório. Ele morreu em 28 de abril de 2018 com um ano e onze meses de idade. 